# Nationaldivisioun (2021/2022)
Nationaldivisioun 2021/2022 (oficjalnie znana jako BGL Ligue ze względów sponsorskich) – była 108. edycją najwyższej klasy rozgrywkowej w Luksemburgu.
Brało w niej udział 16 drużyn, które w okresie od 7 sierpnia 2021 do 22 maja 2022 rozegrały 30 kolejek meczów.
Sezon zakończyły baraże o miejsce w przyszłym sezonie w Nationaldivisioun.
Obrońcą tytułu była drużyna Fola Esch.
Mistrzostwo po raz szesnasty w historii zdobyła drużyna F91 Dudelange.

## Drużyny
| Uczestnicy poprzedniej edycji | Uczestnicy poprzedniej edycji | Uczestnicy poprzedniej edycji | Uczestnicy poprzedniej edycji |
| --- | ----------------------------- | ----------------------------- | ----------------------------- |
| FOL | Fola Esch                     | Esch-sur-Alzette              | 1                             |
| DUD | F91 Dudelange                 | Dudelange                     | 2                             |
| SWI | Swift Hesperange              | Hesperange                    | 3                             |
| RAC | Racing FC                     | Luksemburg                    | 4                             |
| PRO | Progrès Niedercorn            | Niederkorn                    | 5                             |
| DIF | FC Differdange 03             | Differdange                   | 6                             |
| WIL | FC Wiltz 71                   | Wiltz                         | 7                             |
| JES | Jeunesse Esch                 | Esch-sur-Alzette              | 8                             |
| HOS | US Hostert                    | Hostert                       | 9                             |
| UNA | UNA Strassen                  | Strassen                      | 10                            |
| MON | US Mondorf-les-Bains          | Mondorf-les-Bains             | 11                            |
| ROD | FC Rodange 91                 | Rodange                       | 12                            |
| VIC | Victoria Rosport              | Rosport                       | 13                            |
| RMH | RM Hamm Benfica               | Luksemburg                    | 14                            |
| ETZ | Etzella Ettelbruck            | Ettelbruck                    | 15                            |
| UTP | Union Titus Pétange           | Pétange                       | 16                            |
| Oznaczenia: - kolumna pierwsza – skróty nazw drużyn, - kolumna trzecia – siedziba klubu, - kolumna czwarta – miejsce zajęte w poprzednim sezonie. |                               |                               |                               |

## Tabela
| Lp. | Drużyna             | M  | Z  | R | P  | B+ | B-  | +/– | Pkt | Kwalifikacja lub spadek                                |
| --- | ------------------- | -- | -- | - | -- | -- | --- | --- | --- | ------------------------------------------------------ |
| 1   | F91 Dudelange (M)   | 30 | 21 | 4 | 5  | 78 | 27  | +51 | 67  | Liga Mistrzów UEFA • I runda kwalifikacyjna            |
| 2   | Differdange 03      | 30 | 19 | 5 | 6  | 58 | 28  | +30 | 62  | Liga Konferencji Europy UEFA • I runda kwalifikacyjna  |
| 3   | Fola Esch           | 30 | 18 | 8 | 4  | 64 | 37  | +27 | 62  | Liga Konferencji Europy UEFA • I runda kwalifikacyjna  |
| 4   | Swift Hesperange    | 30 | 18 | 6 | 6  | 61 | 26  | +35 | 60  |                                                        |
| 5   | Progrès Niedercorn  | 30 | 16 | 7 | 7  | 68 | 37  | +31 | 55  |                                                        |
| 6   | UNA Strassen        | 30 | 14 | 9 | 7  | 53 | 36  | +17 | 51  |                                                        |
| 7   | Racing FC (P)       | 30 | 15 | 4 | 11 | 56 | 48  | +8  | 49  | Liga Konferencji Europy UEFA • II runda kwalifikacyjna |
| 8   | Jeunesse Esch       | 30 | 14 | 5 | 11 | 44 | 30  | +14 | 47  |                                                        |
| 9   | Mondorf-les-Bains   | 30 | 10 | 7 | 13 | 38 | 44  | −6  | 37  |                                                        |
| 10  | Etzella Ettelbruck  | 30 | 12 | 1 | 17 | 45 | 66  | −21 | 37  |                                                        |
| 11  | Union Titus Pétange | 30 | 10 | 5 | 15 | 40 | 41  | −1  | 35  |                                                        |
| 12  | Victoria Rosport    | 30 | 8  | 9 | 13 | 45 | 59  | −14 | 33  |                                                        |
| 13  | Wiltz (B, O)        | 30 | 9  | 4 | 17 | 42 | 53  | −11 | 31  | Baraż o Nationaldivisioun                              |
| 14  | Hostert (B, O)      | 30 | 8  | 6 | 16 | 42 | 63  | −21 | 30  | Baraż o Nationaldivisioun                              |
| 15  | Rodange 91 (S)      | 30 | 6  | 1 | 23 | 23 | 70  | −47 | 19  | Spadek do Éierepromotioun                              |
| 16  | RM Hamm Benfica (S) | 30 | 1  | 1 | 28 | 13 | 105 | −92 | 4   | Spadek do Éierepromotioun                              |

1. ↑  10 maja 2022 członkowie RM Hamm Benfica uzgodnili na walnym zgromadzeniu zmianę nazwy klubu na FC Luksemburg City[1][2][3].

## Wyniki
| Gospodarz \ Gość    | DIF | ETZ | DUD | FOL | HOS | JEU | MON | PRO | RAC | RMH | ROD | SWI | UNA | UTP | VIC | WIL |
| ------------------- | --- | --- | --- | --- | --- | --- | --- | --- | --- | --- | --- | --- | --- | --- | --- | --- |
| Differdange 03      |     | 4–0 | 3–2 | 1–1 | 1–4 | 1–0 | 1–0 | 2–0 | 4–0 | 3–0 | 3–0 | 0–0 | 2–1 | 4–0 | 4–0 | 3–1 |
| Etzella Ettelbruck  | 0–2 |     | 0–4 | 2–3 | 1–0 | 2–1 | 2–1 | 1–1 | 1–2 | 4–0 | 3–0 | 0–2 | 2–3 | 0–1 | 1–3 | 3–1 |
| F91 Dudelange       | 1–0 | 6–1 |     | 2–3 | 2–2 | 1–0 | 2–1 | 1–2 | 1–1 | 7–0 | 5–1 | 1–0 | 1–1 | 3–1 | 4–1 | 3–0 |
| Fola Esch           | 2–4 | 2–0 | 0–3 |     | 2–0 | 1–0 | 1–1 | 2–0 | 2–0 | 2–1 | 8–0 | 2–1 | 0–0 | 3–0 | 4–4 | 2–1 |
| Hostert             | 0–0 | 3–2 | 1–3 | 2–4 |     | 0–3 | 1–1 | 0–4 | 1–4 | 1–0 | 3–1 | 1–3 | 1–1 | 0–1 | 1–3 | 1–3 |
| Jeunesse Esch       | 0–0 | 5–1 | 0–3 | 3–3 | 4–3 |     | 1–0 | 0–1 | 0–2 | 5–0 | 1–0 | 1–0 | 1–2 | 1–0 | 2–0 | 1–0 |
| Mondorf-les-Bains   | 3–3 | 2–1 | 0–1 | 2–0 | 0–3 | 1–5 |     | 2–1 | 2–3 | 3–2 | 0–1 | 1–2 | 1–1 | 2–1 | 3–1 | 2–0 |
| Progrès Niedercorn  | 3–0 | 6–0 | 2–2 | 4–1 | 3–1 | 2–1 | 3–1 |     | 0–2 | 5–1 | 1–2 | 2–2 | 0–2 | 3–2 | 3–3 | 2–1 |
| Racing FC           | 3–1 | 1–2 | 3–4 | 0–1 | 7–0 | 0–0 | 2–1 | 3–3 |     | 1–0 | 2–1 | 0–3 | 6–1 | 0–0 | 2–1 | 1–3 |
| RM Hamm Benfica     | 0–1 | 1–3 | 0–4 | 0–7 | 0–6 | 1–3 | 0–1 | 1–9 | 2–4 |     | 1–2 | 0–4 | 0–4 | 0–3 | 1–0 | 0–6 |
| Rodange 91          | 1–4 | 0–2 | 0–2 | 1–2 | 2–3 | 1–4 | 1–1 | 0–1 | 0–1 | 1–0 |     | 2–3 | 1–0 | 0–4 | 0–2 | 2–0 |
| Swift Hesperange    | 3–0 | 5–2 | 1–0 | 1–1 | 0–2 | 1–1 | 2–1 | 1–1 | 2–0 | 7–0 | 2–0 |     | 0–1 | 0–2 | 1–1 | 3–2 |
| UNA Strassen        | 0–1 | 2–3 | 3–1 | 2–2 | 4–0 | 0–0 | 0–1 | 2–1 | 3–0 | 4–0 | 4–1 | 0–2 |     | 2–2 | 2–2 | 3–2 |
| Union Titus Pétange | 1–2 | 4–1 | 0–1 | 0–1 | 3–0 | 0–1 | 1–1 | 0–0 | 4–2 | 3–1 | 3–0 | 0–3 | 1–2 |     | 0–3 | 0–1 |
| Victoria Rosport    | 0–3 | 0–3 | 0–5 | 1–2 | 2–2 | 2–0 | 1–1 | 0–2 | 3–1 | 1–1 | 3–2 | 0–4 | 1–2 | 1–1 |     | 5–1 |
| Wiltz               | 2–1 | 1–2 | 0–3 | 1–1 | 0–0 | 2–0 | 1–2 | 1–3 | 2–3 | 1–0 | 2–0 | 2–3 | 1–1 | 3–2 | 1–1 |     |

## Baraż o Nationaldivisioun
Hostert i Wiltz drużyny Nationaldivisioun wygrały baraże z Mamer i Jeunesse Junglinster drużynami Éierepromotioun o miejsce w Nationaldivisioun na sezon 2022/2023.
| 26 maja 2022 | Mamer                                                            | 2:2 k. 2:4              | Hostert                                                         |                                                                          |
| 19:30        | Mickaël Jager 35', 115'                                          | (1:1, 1:1, 1:2, k. 2:4) | 11' Jean-Désiré Tibor · 105+1' Bigen Yala Lusala                | Stade rue Henri Dunant, Luksemburg Widzów: 1 833 Sędzia: Laurent Kopriwa |
| 19:30        | · Mickaël Jager · Mehdi Martin · Dany Albuquerque · Samir Ketlas | Rzuty karne             | · Halim Meddour · Tim Ewert · Quentin Zilli · Bigen Yala Lusala | Stade rue Henri Dunant, Luksemburg Widzów: 1 833 Sędzia: Laurent Kopriwa |

| 28 maja 2022 | Jeunesse Junglinster                                                                                       | 1:1 k. 4:5    | Wiltz                                                                                                   |                                                                        |
| 16:00        | Evandro Delgado 39'                                                                                        | (1:1, k. 4:5) | 14' Emir Burkic                                                                                         | Terrain ZAC Klengbousbierg, Bissen Widzów: 1 521 Sędzia: Alain Durieux |
| 16:00        | · Rafael Rodrigues · Demir Mekic · Redwane Bousba · Yannick Delgado · William Rodrigues · Denilson Andrade | Rzuty karne   | · Alexandre Roselli · Ben Biver · Chris Philipps · Mathieu Cornet · Sanel Ibrahimovic · Randy Giargiana | Terrain ZAC Klengbousbierg, Bissen Widzów: 1 521 Sędzia: Alain Durieux |

## Najlepsi strzelcy
| Bramki | Strzelcy               | Drużyna            |
| ------ | ---------------------- | ------------------ |
| 23     | Dominik Stolz          | Swift Hesperange   |
| 22     | Bertino Barbosa Cabral | Differdange 03     |
| 20     | Jordy Soladio          | Victoria Rosport   |
| 19     | Nicolas Perez          | UNA Strassen       |
| 18     | Yann Mabella           | Racing FC          |
| 18     | Dejvid Sinani          | F91 Dudelange      |
| 16     | Andreas Buch           | Differdange 03     |
| 15     | Adel Bettaieb          | F91 Dudelange      |
| 14     | Mayron De Almeida      | Progrès Niedercorn |
| 13     | Samir Hadji            | F91 Dudelange      |

Źródło: 

## Stadiony
| Differdange 03                             |
| ------------------------------------------ |
| Stade Municipal de la Ville de Differdange |
| Pojemność: 3 500                           |
|                                            |

| Etzella Ettelbruck |
| ------------------ |
| Stade Am Deich     |
| Pojemność: 2 020   |
|                    |

| F91 Dudelange     |
| ----------------- |
| Stade Jos Nosbaum |
| Pojemność: 2 558  |
|                   |

| Fola Esch            |
| -------------------- |
| Stade Émile Mayrisch |
| Pojemność: 3 826     |
|                      |

| Hostert          |
| ---------------- |
| Stade Jos Becker |
| Pojemność: 1 500 |
|                  |

| Jeunesse Esch         |
| --------------------- |
| Stade de la Frontière |
| Pojemność: 5 400      |
|                       |

| Mondorf-les-Bains |
| ----------------- |
| Stade John Grün   |
| Pojemność: 3 600  |
|                   |

| Progrès Niedercorn |
| ------------------ |
| Stade Jos Haupert  |
| Pojemność: 2 800   |
|                    |

| Racing FC              |
| ---------------------- |
| Stade Achille Hammerel |
| Pojemność: 5 814       |
|                        |

| RM Hamm Benfica  |
| ---------------- |
| Luxembourg-Cents |
| Pojemność: 2 800 |
|                  |

| Rodange 91              |
| ----------------------- |
| Stade Joseph Philippart |
| Pojemność: 3 400        |
|                         |

| Swift Hesperange     |
| -------------------- |
| Stade Alphonse Theis |
| Pojemność: 4 000     |
|                      |

| UNA Strassen                |
| --------------------------- |
| Complexe Sportif Jean Wirtz |
| Pojemność: 2 000            |
|                             |

| Union Titus Pétange        |
| -------------------------- |
| Stade Municipal de Pétange |
| Pojemność: 2 400           |
|                            |

| Victoria Rosport |
| ---------------- |
| Party-Rent-Arena |
| Pojemność: 1 500 |
|                  |

| Wiltz            |
| ---------------- |
| Stade Am Pëtz    |
| Pojemność: 2 200 |
|                  |

Źródło: 